# Mistrzostwa Świata w Piłce Nożnej 2006 (eliminacje strefy UEFA)/Grupa 1
Eliminacje do Mistrzostwa Świata w Piłce Nożnej 2006 w strefie UEFA rozegrane zostały w grupach systemem każdy z każdym, mecz i rewanż. W grupie 1 znalazły się następujące drużyny:
- Andora
- Armenia
- Czechy
- Finlandia
- Holandia
- Macedonia Północna
- Rumunia

Bezpośredni awans na mundial uzyskała reprezentacja Holandii, natomiast do baraży trafili Czesi.

## Tabela
Grupa 1:
| Reprezentacja      | Pkt | M  | W  | R | P | Br+ | Br- | +/- |
| ------------------ | --- | -- | -- | - | - | --- | --- | --- |
| Holandia           | 32  | 12 | 10 | 2 | 0 | 27  | 7   | 20  |
| Czechy             | 27  | 12 | 9  | 0 | 3 | 38  | 12  | 26  |
| Rumunia            | 25  | 12 | 8  | 1 | 3 | 22  | 11  | 11  |
| Finlandia          | 16  | 12 | 5  | 1 | 6 | 21  | 19  | 2   |
| Macedonia Północna | 9   | 12 | 2  | 3 | 7 | 11  | 24  | -13 |
| Armenia            | 7   | 12 | 2  | 1 | 9 | 9   | 25  | -16 |
| Andora             | 5   | 12 | 1  | 2 | 9 | 4   | 34  | -30 |

|                    | Andora | Armenia | Czechy | Finlandia | Holandia | Macedonia Północna | Rumunia |
| ------------------ | ------ | ------- | ------ | --------- | -------- | ------------------ | ------- |
| Andora             | –      | 0:3     | 0:4    | 0:0       | 0:3      | 1:0                | 1:5     |
| Armenia            | 2:1    | –       | 0:3    | 0:2       | 0:1      | 1:2                | 1:1     |
| Czechy             | 8:1    | 4:1     | –      | 4:3       | 0:2      | 6:1                | 1:0     |
| Finlandia          | 3:0    | 3:1     | 0:3    | –         | 0:4      | 5:1                | 0:1     |
| Holandia           | 4:0    | 2:0     | 2:0    | 3:1       | –        | 0:0                | 2:0     |
| Macedonia Północna | 0:0    | 3:0     | 0:2    | 0:3       | 2:2      | –                  | 1:2     |
| Rumunia            | 2:0    | 3:0     | 2:0    | 2:1       | 0:2      | 2:1                | –       |

## Wyniki
| 18 sierpnia 2004 20:00 | Macedonia Północna · Goran Pandew 5' · Artim Szakiri 37' · Welicze Szumulikoski 90' | 3:0(2:0)raport | Armenia | Stadion Miasta Skopje, Skopje Widzów: 4 375 Sędzia: Anton Guenov (Bułgaria) |
|                        |                                                                                     |                |         |                                                                             |

| 18 sierpnia 2004 20:30 | Rumunia · Adrian Mutu 50' · Florentin Petre 90' | 2:1(0:0)raport | Finlandia · Alexei Eremenko Jr. 90+3' | Stadionul Giulești, Bukareszt Widzów: 17 500 Sędzia: Grzegorz Gilewski (Polska) |
|                        |                                                 |                |                                       |                                                                                 |

| 4 września 2004 17:00 | Finlandia · Alexei Eremenko Jr. 42' · Aki Riihilahti 58' · Alexei Eremenko Jr. 64' | 3:0(1:0)raport | Andora | Ratinan stadion, Tampere Widzów: 7 437 Sędzia: Željko Širić (Chorwacja) |
|                       |                                                                                    |                |        |                                                                         |

| 4 września 2004 20:30 | Rumunia · Daniel Pancu 15' · Adrian Mutu 88' | 2:1(1:0)raport | Macedonia Północna · Ałeksandar Wasoski 70' | Stadionul Ion Oblemenco, Krajowa Widzów: 14 500 Sędzia: Konrad Plautz (Austria) |
|                       |                                              |                |                                             |                                                                                 |

| 8 września 2004 16:00 | Andora · Marc Pujol 28' (k.) | 1:5(1:3)raport | Rumunia · Florin Cernat 1' · Daniel Pancu 5' · Florin Cernat 17' · Marius Niculae 70' · Daniel Pancu 83' | Estadi Comunal d’Aixovall, Andora Widzów: 1 100 Sędzia: Knut Kircher (Niemcy) |
|                       |                              |                | |                                                                               |

| 8 września 2004 20:30 | Holandia · Pierre van Hooijdonk 34' · Pierre van Hooijdonk 84' | 2:0(1:0)raport | Czechy | Amsterdam ArenA, Amsterdam Widzów: 48 488 Sędzia: Markus Merk (Niemcy) |
|                       |                                                                |                |        |                                                                        |

| 8 września 2004 21:00 | Armenia | 0:2(0:1)raport | Finlandia · Mikael Forssell 24' · Alexei Eremenko Jr. 67' | Stadion Hanrapetakan, Erywań Widzów: 2 864 Sędzia: Paulius Malžinskas (Litwa) |
|                       |         |                |                                                           |                                                                               |

| 9 października 2004 17:00 | Czechy · Jan Koller 36' | 1:0(1:0)raport | Rumunia | Toyota Arena, Praga Widzów: 16 028 Sędzia: Roberto Rosetti (Włochy) |
|                           |                         |                |         |                                                                     |

| 9 października 2004 17:00 | Finlandia · Shefki Kuqi 9' · Alexei Eremenko Jr. 28' · Shefki Kuqi 87' | 3:1(2:1)raport | Armenia · Armen Szahgeldjan 32' | Ratinan stadion, Tampere Widzów: 7 894 Sędzia: Herbert Fandel (Niemcy) |
|                           |                                                                        |                |                                 |                                                                        |

| 9 października 2004 20:30 | Macedonia Północna · Goran Pandew 45' · Aco Stojkow 71' | 2:2(1:1)raport | Holandia · Wilfred Bouma 42' · Dirk Kuijt 65' | Stadion Miasta Skopje, Skopje Widzów: 15 000 Sędzia: Peter Fröjdfeldt (Szwecja) |
|                           |                                                         |                |                                               |                                                                                 |

| 13 października 2004 15:00 | Andora · Marc Bernaus 60' | 1:0(0:0)raport | Macedonia Północna | Estadi Comunal d’Aixovall, Andora Widzów: 350 Sędzia: Stefano Podeschi (San Marino) |
|                            |                           |                |                    |                                                                                     |

| 13 października 2004 20:20 | Armenia | 0:3(0:2)raport | Czechy · Jan Koller 3' · Tomáš Rosický 30' · Jan Koller 75' | Stadion Hanrapetakan, Erywań Widzów: 3 205 Sędzia: Jacek Granat (Polska) |
|                            |         |                |                                                             |                                                                          |

| 13 października 2004 20:30 | Holandia · Wesley Sneijder 39' · Ruud van Nistelrooy 41' · Ruud van Nistelrooy 63' | 3:1(2:1)raport | Finlandia · Teemu Tainio 13' | Amsterdam ArenA, Amsterdam Widzów: 50 000 Sędzia: Stephen Bennett (Anglia) |
|                            |                                                                                    |                |                              |                                                                            |

| 17 listopada 2004 17:30 | Macedonia Północna | 0:2(0:0)raport | Czechy · Vratislav Lokvenc 88' · Jan Koller 90' | Stadion Miasta Skopje, Skopje Widzów: 7 000 Sędzia: Urs Meier (Szwajcaria) |
|                         |                    |                |                                                 |                                                                            |

| 17 listopada 2004 19:00 | Armenia · Karen Dochojan 60' | 1:1(0:1)raport | Rumunia · Ciprian Marica 29' | Stadion Hanrapetakan, Erywań Widzów: 1 403 Sędzia: Frank De Bleeckere (Belgia) |
|                         |                              |                |                              |                                                                                |

| 17 listopada 2004 20:30 | Andora | 0:3(0:2)raport | Holandia · Phillip Cocu 21' · Arjen Robben 31' · Wesley Sneijder 78' | Mini Estadi, Barcelona (Hiszpania) Widzów: 2 000 Sędzia: Alon Yefet (Izrael) |
|                         |        |                |                                                                      |                                                                              |

| 9 lutego 2005 16:00 | Macedonia Północna | 0:0raport | Andora | Stadion Miasta Skopje, Skopje Widzów: 5 000 Sędzia: Johan Verbist (Belgia) |
|                     |                    |           |        |                                                                            |

| 26 marca 2005 17:00 | Czechy · Milan Baroš 7' · Tomáš Rosický 34' · Jan Polák 58' · Vratislav Lokvenc 87' | 4:3(2:0)raport | Finlandia · Jari Litmanen 46' · Aki Riihilahti 73' · Jonatan Johansson 79' | Na Stínadlech, Cieplice Widzów: 16 200 Sędzia: Claus Bo Larsen (Dania) |
|                     |                                                                                     |                |                                                                            |                                                                        |

| 26 marca 2005 18:00 | Armenia · Ara Hakopian 30' · Romik Chaczatrjan 73' | 2:1(1:0)raport | Andora · Fernando Silva 56' | Stadion Hanrapetakan, Erywań Widzów: 2 100 Sędzia: Joseph Attard (Malta) |
|                     |                                                    |                |                             |                                                                          |

| 26 marca 2005 20:00 | Rumunia | 0:2(0:1)raport | Holandia · Phillip Cocu 1' · Ryan Babel 84' | Stadionul Giulești, Bukareszt Widzów: 16 100 Sędzia: Luis Medina Cantalejo (Hiszpania) |
|                     |         |                |                                             |                                                                                        |

| 30 marca 2005 16:50 | Andora | 0:4(0:2)raport | Czechy · Marek Jankulovski 31' (k.) · Milan Baroš 40' · Vratislav Lokvenc 53' · Tomáš Rosický 90+2' (k.) | Estadi Comunal d’Aixovall, Andora Widzów: 900 Sędzia: Stefan Messner (Austria) |
|                     |        |                | |                                                                                |

| 30 marca 2005 20:00 | Macedonia Północna · Goran Maznow 31' | 1:2(1:1)raport | Rumunia · Nicolae Mitea 18' · Nicolae Mitea 58' | Stadion Miasta Skopje, Skopje Widzów: 15 000 Sędzia: Tom Henning Øvrebø (Norwegia) |
|                     |                                       |                |                                                 |                                                                                    |

| 30 marca 2005 20:30 | Holandia · Romeo Castelen 3' · Ruud van Nistelrooy 33' | 2:0(2:0)raport | Armenia | Philips Stadion, Eindhoven Widzów: 35 000 Sędzia: Matteo Trefoloni (Włochy) |
|                     |                                                        |                |         |                                                                             |

| 4 czerwca 2005 17:00 | Czechy · Vratislav Lokvenc 12' · Jan Koller 30' · Vladimír Šmicer 37' · Tomáš Galásek 52' · Milan Baroš 79' · Tomáš Rosický 84' · Jan Polák 86' · Vratislav Lokvenc 90+2' | 8:1(3:1)raport | Andora · Gabriel Riera 36' | Stadion u Nisy, Liberec Widzów: 9 520 Sędzia: Selçuk Dereli (Turcja) |
|                      | |                |                            |                                                                      |

| 4 czerwca 2005 20:00 | Armenia · Edgar Manuczarjan 55' | 1:2(0:1)raport | Macedonia Północna · Goran Pandew 29' (k.) · Goran Pandew 47' | Stadion Hanrapetakan, Erywań Widzów: 2 870 Sędzia: Tomasz Mikulski (Polska) |
|                      |                                 |                |                                                               |                                                                             |

| 4 czerwca 2005 20:30 | Holandia · Arjen Robben 26' · Dirk Kuijt 47' | 2:0(1:0)raport | Rumunia | De Kuip, Rotterdam Widzów: 47 000 Sędzia: Massimo De Santis (Włochy) |
|                      |                                              |                |         |                                                                      |

| 8 czerwca 2005 17:00 | Czechy · Jan Koller 41' · Jan Koller 45' · Jan Koller 48' · Jan Koller 52' · Tomáš Rosický 73' · Milan Baroš 87' | 6:1(2:1)raport | Macedonia Północna · Goran Pandew 13' | Na Stínadlech, Cieplice Widzów: 14 150 Sędzia: Arturo Daudén Ibáñez (Hiszpania) |
|                      | |                |                                       |                                                                                 |

| 8 czerwca 2005 20:30 | Rumunia · Ovidiu Petre 29' · Gheorghe Bucur 40' · Gheorghe Bucur 78' | 3:0(2:0)raport | Armenia | Stadionul Gheorghe Hagi, Konstanca Widzów: 5 146 Sędzia: Athanassios Briakos (Grecja) |
|                      |                                                                      |                |         |                                                                                       |

| 8 czerwca 2005 21:00 | Finlandia | 0:4(0:1)raport | Holandia · Ruud van Nistelrooy 36' · Dirk Kuijt 76' · Phillip Cocu 85' · Robin van Persie 87' | Stadion Olimpijski, Helsinki Widzów: 37 786 Sędzia: Alain Hamer (Luksemburg) |
|                      |           |                |                                                                                               |                                                                              |

| 17 sierpnia 2005 20:00 | Macedonia Północna | 0:3(0:2)raport | Finlandia · Alexei Eremenko Jr. 8' · Alexei Eremenko Jr. 45' · Paulus Roiha 87' | Stadion Miasta Skopje, Skopje Widzów: 6 800 Sędzia: Matthew Messias (Anglia) |
|                        |                    |                |                                                                                 |                                                                              |

| 17 sierpnia 2005 21:30 | Rumunia · Adrian Mutu 29' · Adrian Mutu 41' | 2:0(2:0)raport | Andora | Stadionul Gheorghe Hagi, Konstanca Widzów: 8 200 Sędzia: Jakov Haim (Izrael) |
|                        |                                             |                |        |                                                                              |

| 3 września 2005 16:00 | Andora | 0:0raport | Finlandia | Estadi Comunal d’Aixovall, Andora Widzów: 860 Sędzia: Johny Ver Eecke (Belgia) |
|                       |        |           |           |                                                                                |

| 3 września 2005 21:00 | Rumunia · Adrian Mutu 28' · Adrian Mutu 56' | 2:0(1:0)raport | Czechy | Stadionul Gheorghe Hagi, Konstanca Widzów: 7 000 Sędzia: Terje Hauge (Norwegia) |
|                       |                                             |                |        |                                                                                 |

| 3 września 2005 22:00 | Armenia | 0:1(0:0)raport | Holandia · Ruud van Nistelrooy 64' | Stadion Hanrapetakan, Erywań Widzów: 1 747 Sędzia: Stuart Dougal (Szkocja) |
|                       |         |                |                                    |                                                                            |

| 7 września 2005 17:30 | Czechy · Marek Heinz 47' · Jan Polák 52' · Milan Baroš 58' · Jan Polák 76' | 4:1(0:0)raport | Armenia · Ara Hakopian 85' | Andrův stadion, Ołomuniec Widzów: 12 015 Sędzia: Martin Hansson (Szwecja) |
|                       |                                                                            |                |                            |                                                                           |

| 7 września 2005 19:00 | Finlandia · Mikael Forssell 10' · Mikael Forssell 12' · Hannu Tihinen 41' · Alexei Eremenko Jr. 54' · Mikael Forssell 61' | 5:1(3:0)raport | Macedonia Północna · Goran Maznow 48' | Ratinan stadion, Tampere Widzów: 6 467 Sędzia: Kristinn Jakobsson (Islandia) |
|                       | |                |                                       |                                                                              |

| 7 września 2005 20:30 | Holandia · Rafael van der Vaart 23' · Phillip Cocu 27' · Ruud van Nistelrooy 43' · Ruud van Nistelrooy 89' | 4:0(3:0)raport | Andora | Philips Stadion, Eindhoven Widzów: 34 000 Sędzia: Attila Hanacsek (Węgry) |
|                       | |                |        |                                                                           |

| 8 października 2005 17:00 | Finlandia | 0:1(0:1)raport | Rumunia · Adrian Mutu 41' (k.) | Stadion Olimpijski, Helsinki Widzów: 11 500 Sędzia: Anton Guenow (Bułgaria) |
|                           |           |                |                                |                                                                             |

| 8 października 2005 20:30 | Czechy | 0:2(0:2)raport | Holandia · Rafael van der Vaart 31' · Barry Opdam 38' | Toyota Arena, Praga Widzów: 17 478 Sędzia: Alain Sars (Francja) |
|                           |        |                |                                                       |                                                                 |

| 12 października 2005 16:00 | Andora | 0:3(0:1)raport | Armenia · Óscar Sonejee 40' (sam.) · Ara Hakopian 52' · Ara Hakopian 62' | Estadi Comunal d’Aixovall, Andora Widzów: 430 Sędzia: Ian Stokes (Irlandia) |
|                            |        |                |                                                                          |                                                                             |

| 12 października 2005 18:30 | Finlandia | 0:3(0:1)raport | Czechy · Tomáš Jun 6' · Tomáš Rosický 51' · Marek Heinz 58' | Stadion Olimpijski, Helsinki Widzów: 11 234 Sędzia: Manuel Mejuto González (Hiszpania) |
|                            |           |                |                                                             |                                                                                        |

| 12 października 2005 19:30 | Holandia | 0:0raport | Macedonia Północna | Amsterdam ArenA, Amsterdam Widzów: 50 000 Sędzia: Stefano Farina (Włochy) |
|                            |          |           |                    |                                                                           |